# Hogan blu
Hogan blu è un singolo del cantautore italiano Giancane, pubblicato l'8 agosto 2015 come primo estratto dall'album Una vita al top.

## Video musicale
Il videoclip, diretto da Daniele Martinis, è stato pubblicato il 1º febbraio 2016 sul canale YouTube del cantautore.

## Tracce
1. Hogan blu – 4:06